# 6 Syberyjski Korpus Armijny
6 Syberyjski Korpus Armijny (ros. 6-й Сибирский армейский корпус) – jeden ze związków operacyjno-taktycznych  Imperium Rosyjskiego w czasie I wojny światowej. Rozformowany w 1918.

## Podporządkowanie
- 1 Armii (22.12.1914 - 07.01.1915)
- 2 Armii (17.02.1915 - 8.06.1915)
- 4 Armii (21.06 - 1.09.1915)
- 2 Armii (od 18.09.1915)
- 1 Armii (od  2.10.1915)
- 12 Armii (18.10.1915 - grudzień 1917)

## Dowódcy korpusu
- gen. piechoty  F. N. Wasiliew (wrzesień 1914 - wrzesień  1917)
- gen. lejtnant W. T. Wiazmitinow (od września 1917)